# Porto Jofre
Porto Jofre là một đô thị thuộc bang Mato Grosso do Sul, Brasil. Đô thị này có diện tích km², dân số năm 2007 là người, mật độ người/km².